# Diego Gravinese
Diego Gravinese (La Plata, provincia de Buenos Aires, Argentina, 28 de octubre de 1971) es un artista hiperrealista argentino, su arte emerge de la estética de los noventa, es reconocido por sus obras, ya que son principalmente utilizadas en la publicidad, medios de consumo y cómics.
Sus obras suelen ser consideradas como "sacadas" de fotografías, ya que tienen un gran impacto hiperrealista y poseen un poco de Pop Art. Su técnica pictórica está trabajada en acrílicos, lápiz y óleos sobre tela, siendo estos su principal método de trabajo en sus obras. Las cuales comienzan desde el año 1992 hasta el 2010,  reflejan una gran evolución en su técnica, formas y contenido.

## Biografía
Entre 1979 y 1980 terminó el curso de Técnicas de Grabado en el Centro de Grabado Genovés en Ginebra, Suiza. En 1984, recibió el Diploma de Expresión Tridimensional y Conocimiento de Arte de la Escuela Superior de Artes Visuales en Ginebra, Suiza (1980-1984). cuando tenía 18 años ingresó a la Escuela de Bellas Artes Prilidiano Pueyrredón, BsAs. En el año de 1990, en el transcurso de ese año abandonó la carrera ya que no estaba decidió y se aburría continuamente en las clases impartidas. Al año entrante regresa a la escuela y conoce a la persona que fue importante y decisiva para su carrera, esta persona fue Ana Eckell. Cumpliendo 21 años realiza su primera exposición individual " Mi primer Sopena "en el Giesso, 1992.
En 1994 empezó a ganar diferentes premios con el Colectivo Zavaleta Lab. La separación del colectivo fue en el año 2005, agradeciendo todo lo aprendido, con este colectivo  se presentó en museos y hoteles, además de varias ciudades como, Los Ángeles, Milán, Madrid, entre otras.

## Obras
- Génesis, 2013, Óleo sobre tela 100x150 cm
- The Metod, 2008. 1,30 x 1,80 m
- Fácil, 2005. 1,50 x 2 m
- Make Up Artist, 2000. 40 x 40 cm
- Everyone needs a Madona, 1994. 1,50 x 3 m

## Premiaciones y nominaciones
- 1997: 2.º. Premio adquisición "Premio Gunther", MNBA.
- 1997: 2.º. Premio adquisición "A la Nueva Pintura 1997", Palaos De Glacé.
- 1993: 1.er. Premio a "La nueva pintura", Fundación Nuevo Mundo.